# Віденська поштова марка
«Віденська поштова марка» (ест. «Viini postmark») — радянський чорно-білий художній фільм 1967 року, знятий на кіностудії «Талліннфільм».

## Сюжет
За однойменною п'єсою Арді Лійвеса. Мартін Ролль посперечався зі своїм фронтовим другом Тонісом Юппі щодо рідкісної австрійської марки, що проведе день, не зробивши нічого проти совісті. Ролль виграє суперечку, але безкомпромісність Юппі змушує і Ролля переглянути багато чого в житті — і в своєму, і в своїй сім'ї.

## У ролях
- Юрі Ярвет — Мартін Ролль (дублював Ян Янакієв)
- Херта Ельвісте — Елма Ролль (дублювала Марина Гаврилко)
- Інес Ару — Улві Ролль, дочка Мартіна
- Владислав Коржетс — Юку Ролль, син Мартіна (дублював Станіслав Симонов)
- Альфред Ребане — Тоніс Юппі (дублював Володимир Балашов)
- Фльор Тоомла — Іпп Юппі (дублювала Аріна Алейникова)
- Пауль Руубель — Салуренд, директор фабрики
- Ейнарі Коппель — Саулюс (дублював Олег Мокшанцев)
- Ервін Абел — Таску (дублював Олег Голубицький)
- Лейда Раммо — Клара Кукк (дублювала Ксенія Козьміна)
- Лінда Тубін — Анна (дублювала Анна Волгіна)
- Маті Клоорен — репортер (дублював Олексій Сафонов)
- Андрес Сярев — хазяїн будинку
- Антс Йигі — похилий робітник
- Карл Калкун — міліціонер
- Рейн Вахаро — похилий робітник
- Арві Халлік — епізод
- Маті Соонік — епізод
- Август Сепп — епізод
- Альфред Круста — епізод
- Олександр-Хейно Вейдермаа — епізод
- Сельма Сииро — епізод
- Маї Іонова — епізод
- Едгар Каугема — епізод
- Юта Леетсман — епізод
- Реет Ньогене — епізод
- Еві Лійва — епізод
- Тоомас Пунтсо — епізод
- Лінда Ілмосар — епізод
- Віллем Сійг — епізод

## Знімальна група
- Режисер — Вельйо Кяспер
- Сценарист — Арді Лійвес
- Оператор — Харрі Рехе
- Композитор — Ян Рьотс
- Художник — Рейн Раамат